# 刘凤仪 (1942年)
刘凤仪（1942年7月—2003年5月9日），男，河北徐水人，中华人民共和国官员。

## 生平
刘凤仪于1966年1月加入中国共产党，在广东省工作多年，历任广东省建工局副局长、省机械施工公司党委副书记、经理，澳门南方公司总经理、董事长，广东省建筑工程总公司总经理、党组书记，广东省建委主任、党组书记，梅州市委书记，梅州军分区第一政委等职。1995年起，刘凤仪历任广东省委常委、省委组织部部长、省委副书记、省政协副主席、党组副书记。2003年1月任广东省政协主席，当年5月因病在广州逝世。